# Branko Radivojevič
Branko Radivojevič (* 24. listopad 1980, Piešťany) je bývalý slovenský hokejový útočník naposledy hrající za HK Dukla Trenčín.

## Dětství
Jeho otec Matija pochází ze Srbska, původním povoláním byl tesař. Na Slovensko přišel s jugoslávskou firmou, která stavěla hotely v Trenčianskych Teplicích a Piešťanech. Svému synovi na Vánoce věnoval hokejku, se kterou si hrával s tenisovým míčkem. Otec si všiml jeho talentu, a když byl v první nebo druhé třídě na základní škole, požádal tehdejšího trenéra Dukly Trenčín Júlia Šuplera, jestli si může zabruslit s jeho hráči, ten souhlasil.

## Rodina
S manželkou Janou mají syny Lucu, narozeného 3. ledna 2007 a Matiju narozeného 8. března 2011. V roce 2015 se jim narodila dcera Lara.

## Hráčská kariéra
V roce 1999 ho draftoval ve vstupním draftě NHL v třetím kole jako 93. hráče v pořadí klub Colorado Avalanche. Avalanche mu však nenabídlo žádnou smlouvu, a tak v roce 2001 uzavřel kontrakt s Phoenix Coyotes. Většinu sezóny 2001/2002 sice strávil na farmě v AHL v týmu Springfield Falcons, ale odehrál i 18 zápasů za Coyotes. Následující sezónu už byl stabilním hráčem mužstva. 9. února 2004 ho vedení vyměnilo spolu se Seanem Burkem a Benem Eagerem za Mika Comriho do Philadelphie Flyers, kde si poprvé zahrál playoff o Stanley Cup. V průběhu výluky v NHL v sezóně 2004/2005 hrál v české extralize za Vsetín a ve švédské Elitserien za Luleu. V sezóně 2005/2006 působil opět ve Philadelphii, kde měl roční příjem 551 760 dolarů. Před ročníkem 2006/2007 přestoupil do týmu Minnesota Wild, kde hrál i s dalšími Slováky Mariánem Gáboríkem a Pavlom Demitrou.
7. června 2008 podepsal smlouvu s klubem nově vytvořené soutěže KHL Spartakem Moskva. Se Slovákem Štefanem Ružičkou vytvořil nejproduktivnější klubovou dvojici, když v základní části dosáhl 17 gólů a 28 asistencí, další rok dokonce 18 branek a 37 asistencí. Mužstvu se však ani v jenom případě nepodařilo probojovat do playoff. Začátkem srpna 2011 jeho smlouva s klubem skončila a Spartak ho vyměnil do Atlantu Mytišči, kde se mu s mužstvem povedlo dosáhnout playoff. S 5 brankami a 2 asistencemi ve 12 zápasech byl nejproduktivnějším hráčem svého týmu. O rok později, v květnu 2012, se ale znovu vrátil do Spartaku, kde podepsal smlouvu na dva roky. Hned se stal kapitánem, s klubem vybojoval v Západní konferenci předposlední 13. místo a mužstvo tak hrálo nově vytvořený Pohár naděje, kterého se účastní mužstva nehrající playoff. Ten Radivojevič nazval omylem, který třeba zrušit. V sezóně 2013/14 hrál za Neftěchimik Nižněkamsk. Avšak koncem října s ním vedení ukončilo spolupráci a následně se dohodl s HC Slovan Bratislava. V týmu odehrál do konce sezóny 31 utkání, ve kterých zaznamenal 3 góly a 5 asistencí.

## Ocenění a úspěchy
- 2001 OHL - První All-Star Tým
- 2001 OHL - Jim Mahon Memorial Trophy
- 2009 KHL - Utkání hvězd
- 2010 KHL - Utkání hvězd
- 2013 MS - Top tří hráčů v týmu
- 2016 ČHL - Nejproduktivnější cizinec
- 2016 ČHL - Nejlepší nahrávač v playoff
- 2016 ČHL - Nejproduktivnější hráč v playoff
- 2018 SHL - Zlatá korčuľa
- 2018 SHL - All-Star Tým

## Prvenství

### NHL
- Debut - 3. března 2002 (Phoenix Coyotes proti Columbus Blue Jackets)
- První asistence - 3. března 2002 (Phoenix Coyotes proti Columbus Blue Jackets)
- První gól - 7. března 2002 (Phoenix Coyotes proti Vancouver Canucks, brankáři Peteris Skudra)

### KHL
- Debut - 2. září 2008 (HC Spartak Moskva proti Atlant Mytišči)
- První gól - 2. září 2008 (HC Spartak Moskva proti Atlant Mytišči, brankáři Ray Emery)
- První asistence - 2. září 2008 (HC Spartak Moskva proti Atlant Mytišči)

## Klubová statistika
| Sezóna       | Klub                   | Soutěž       |     | Základní část | Základní část | Základní část | Základní část | Základní část |   | Play off | Play off | Play off | Play off | Play off |
| Sezóna       | Klub                   | Soutěž       | Z   | G             | A             | B             | TM            | Z             | G | A        | B        | TM       |          |          |
| 1998/99      | Belleville Bulls       | OHL          | 68  | 20            | 38            | 58            | 61            | 21            | 7 | 17       | 24       | 18       |          |          |
| 1999/00      | Belleville Bulls       | OHL          | 59  | 23            | 49            | 72            | 86            | 16            | 5 | 8        | 13       | 32       |          |          |
| 2000/01      | Belleville Bulls       | OHL          | 61  | 34            | 70            | 104           | 77            | 10            | 6 | 10       | 16       | 18       |          |          |
| 2001/02      | Springfield Falcons    | AHL          | 62  | 18            | 21            | 39            | 64            | —             | — | —        | —        | —        |          |          |
| 2001/02      | Phoenix Coyotes        | NHL          | 18  | 4             | 2             | 6             | 4             | 1             | 0 | 0        | 0        | 2        |          |          |
| 2002/03      | Phoenix Coyotes        | NHL          | 79  | 12            | 15            | 27            | 63            | —             | — | —        | —        | —        |          |          |
| 2003/04      | Phoenix Coyotes        | NHL          | 53  | 9             | 14            | 23            | 36            | —             | — | —        | —        | —        |          |          |
| 2003/04      | Philadelphia Flyers    | NHL          | 24  | 1             | 8             | 9             | 36            | 18            | 1 | 1        | 2        | 32       |          |          |
| 2004/05      | Vsetínská hokejová     | ČHL          | 31  | 7             | 11            | 18            | 114           | —             | — | —        | —        | —        |          |          |
| 2004/05      | Luleå HF               | SEL          | 10  | 6             | 4             | 11            | 8             | 4             | 0 | 0        | 0        | 44       |          |          |
| 2005/06      | Philadelphia Flyers    | NHL          | 64  | 8             | 6             | 14            | 44            | 5             | 1 | 0        | 1        | 0        |          |          |
| 2006/07      | Minnesota Wild         | NHL          | 82  | 11            | 13            | 24            | 21            | 5             | 0 | 0        | 0        | 2        |          |          |
| 2007/08      | Minnesota Wild         | NHL          | 73  | 7             | 10            | 17            | 48            | 2             | 0 | 0        | 0        | 0        |          |          |
| 2008/09      | HK Spartak Moskva      | KHL          | 49  | 17            | 26            | 43            | 86            | 6             | 2 | 1        | 3        | 6        |          |          |
| 2009/10      | HK Spartak Moskva      | KHL          | 56  | 18            | 37            | 55            | 115           | 9             | 0 | 5        | 5        | 33       |          |          |
| 2010/11      | HK Spartak Moskva      | KHL          | 54  | 7             | 23            | 30            | 51            | 4             | 2 | 3        | 5        | 2        |          |          |
| 2011/12      | Atlant Mytišči         | KHL          | 43  | 7             | 20            | 27            | 24            | 12            | 5 | 2        | 7        | 10       |          |          |
| 2012/13      | HK Spartak Moskva      | KHL          | 50  | 4             | 17            | 21            | 23            | —             | — | —        | —        | —        |          |          |
| 2013/14      | Neftěchimik Nižněkamsk | KHL          | 14  | 2             | 1             | 3             | 2             | —             | — | —        | —        | —        |          |          |
| 2013/14      | HC Slovan Bratislava   | KHL          | 31  | 3             | 5             | 8             | 22            | —             | — | —        | —        | —        |          |          |
| 2014/15      | HK Dukla Trenčín       | SHL          | 12  | 6             | 5             | 11            | 0             | —             | — | —        | —        | —        |          |          |
| 2014/15      | Bílí Tygři Liberec     | ČHL          | 37  | 6             | 15            | 21            | 36            | —             | — | —        | —        | —        |          |          |
| 2015/16      | Bílí Tygři Liberec     | ČHL          | 51  | 15            | 26            | 41            | 71            | 14            | 5 | 12       | 17       | 6        |          |          |
| 2016/17      | Bílí Tygři Liberec     | ČHL          | 52  | 9             | 24            | 33            | 20            | 16            | 4 | 6        | 10       | 10       |          |          |
| 2017/18      | HK Dukla Trenčín       | SHL          | 45  | 16            | 29            | 45            | 49            | 17            | 8 | 9        | 17       | 36       |          |          |
| 2018/19      | HK Dukla Trenčín       | SHL          | 56  | 13            | 30            | 43            | 44            | 4             | 0 | 2        | 2        | 4        |          |          |
| 2019/20      | HK Dukla Trenčín       | SHL          | 2   | 1             | 0             | 1             | 2             | —             | — | —        | —        | —        |          |          |
| Celkem v NHL | Celkem v NHL           | Celkem v NHL | 393 | 52            | 68            | 120           | 252           | 31            | 2 | 1        | 3        | 36       |          |          |
| Celkem v KHL | Celkem v KHL           | Celkem v KHL | 297 | 58            | 129           | 187           | 323           | 31            | 9 | 10       | 19       | 51       |          |          |

## Reprezentace
Branko Radivojevič začal svou seniorskou reprezentační kariéru na MS 2003, kde pomohl vybojovat Slovensku bronzovou medaili. Zúčastnil se taky Světového poháru 2004 (8. místo), MS 2007 (6. místo), MS 2009 (10. místo), ZOH 2010 (4. místo), MS 2011 (10. místo). Na MS 2012 získal se Slovenskem stříbrné medaile. Na ZOH 2014 nahradil v mužstvu Vladimíra Vůjtka zraněného Mariána Gáboríka a s týmem vypadl v osmifinále po prohře s českým výběrem. Za Slovensko odehrál celkově 138 zápasů, zaznamenal 29 gólů a 13 asistencí. Nosí dres číslo 92.

## Reprezentační statistiky
| Rok             | Tým             | Soutěž          | Z  | G  | A  | B  | TM |
| --------------- | --------------- | --------------- | -- | -- | -- | -- | -- |
| 2000            | Slovensko       | MS 20           | 7  | 0  | 0  | 0  | 4  |
| 2003            | Slovensko       | MS              | 9  | 2  | 1  | 3  | 8  |
| 2004            | Slovensko       | SP              | 4  | 0  | 1  | 1  | 2  |
| 2007            | Slovensko       | MS              | 7  | 2  | 1  | 3  | 6  |
| 2009            | Slovensko       | MS              | 6  | 0  | 1  | 1  | 4  |
| 2010            | Slovensko       | ZOH             | 7  | 0  | 0  | 0  | 6  |
| 2011            | Slovensko       | MS              | 6  | 0  | 1  | 1  | 6  |
| 2012            | Slovensko       | MS              | 10 | 4  | 4  | 8  | 2  |
| 2013            | Slovensko       | MS              | 8  | 3  | 2  | 5  | 2  |
| 2014            | Slovensko       | ZOH             | 4  | 0  | 0  | 0  | 0  |
| Junioři celkově | Junioři celkově | Junioři celkově | 7  | 0  | 0  | 0  | 4  |
| Senioři celkově | Senioři celkově | Senioři celkově | 50 | 11 | 10 | 21 | 28 |